# Donja Mutnica
Donja Mutnica (cyr. Доња Мутница) – wieś w Serbii, w okręgu pomorawskim, w gminie Paraćin. W 2011 roku liczyła 944 mieszkańców.